# Wat Hosian Voravihane
 (avril 2018).
Si vous disposez d'ouvrages ou d'articles de référence ou si vous connaissez des sites web de qualité traitant du thème abordé ici, merci de compléter l'article en donnant les références utiles à sa vérifiabilité et en les liant à la section « Notes et références ».

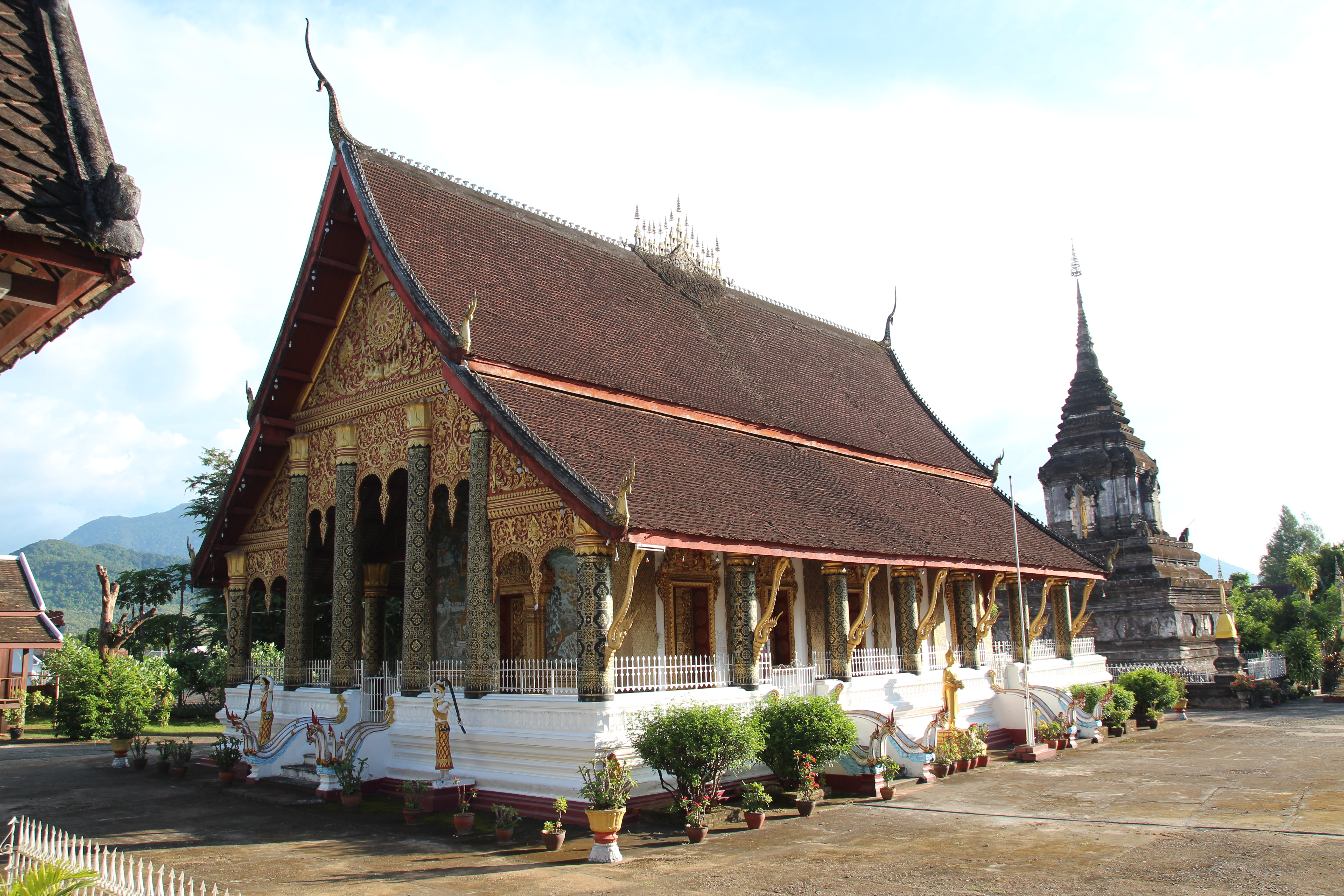
Vue du temple

Wat Hosian Voravihane est un temple bouddhiste ou wat dans Luang Prabang, Laos.
C'est un temple actif qui comprend des quartiers d’habitation pour les moines et un bâtiment scolaire.

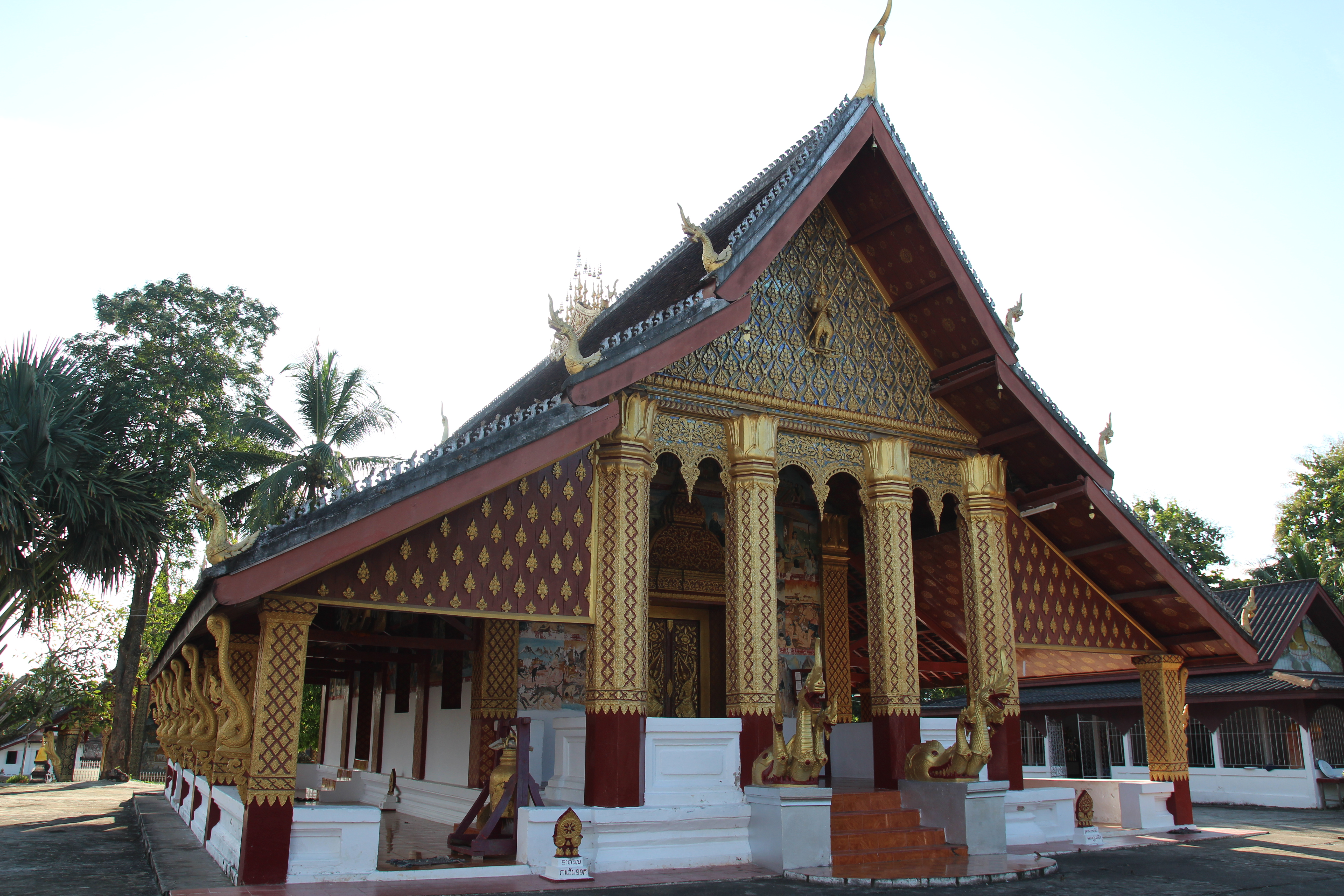
Bâtiment #1 du temple.
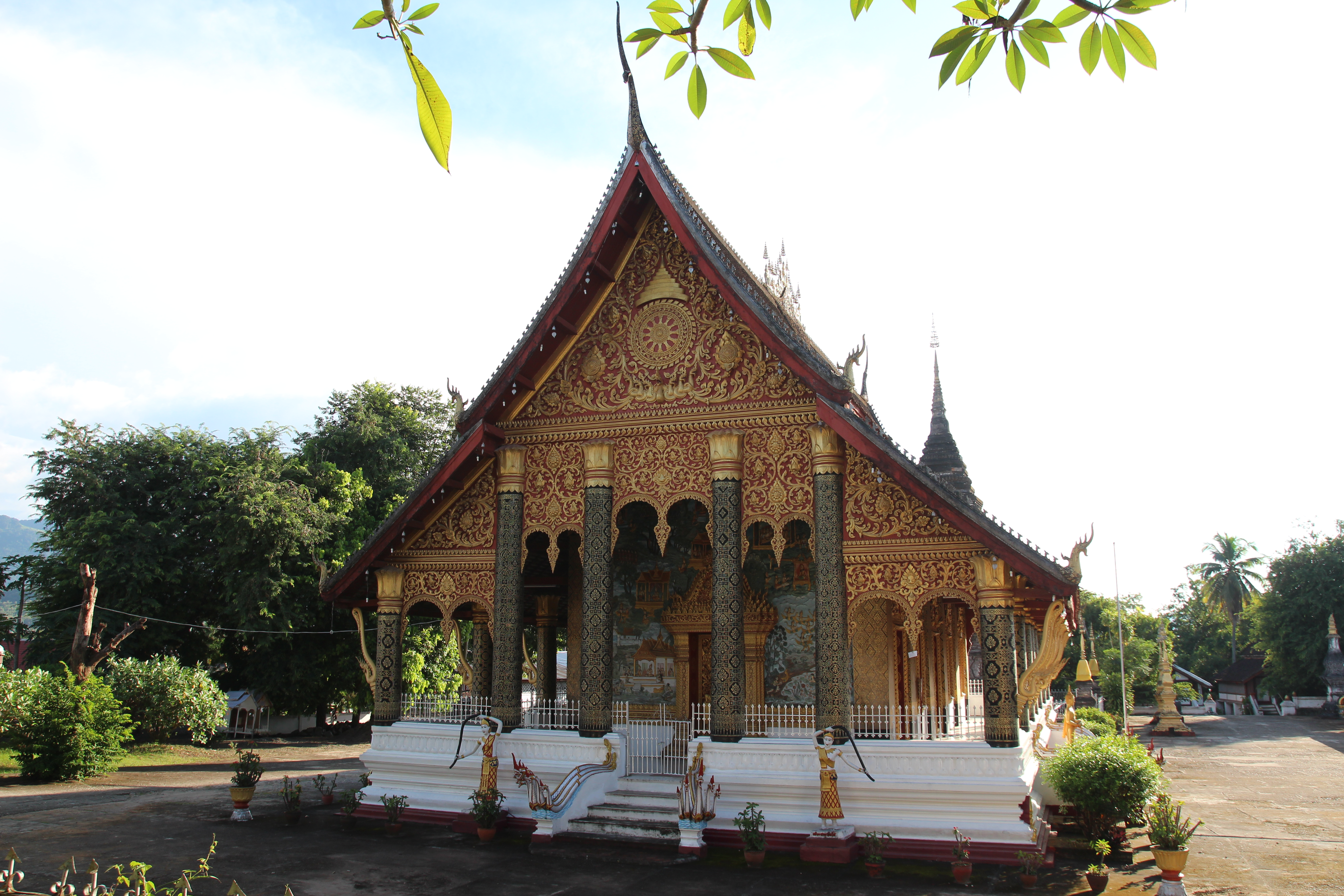
Bâtiment #2 du temple.
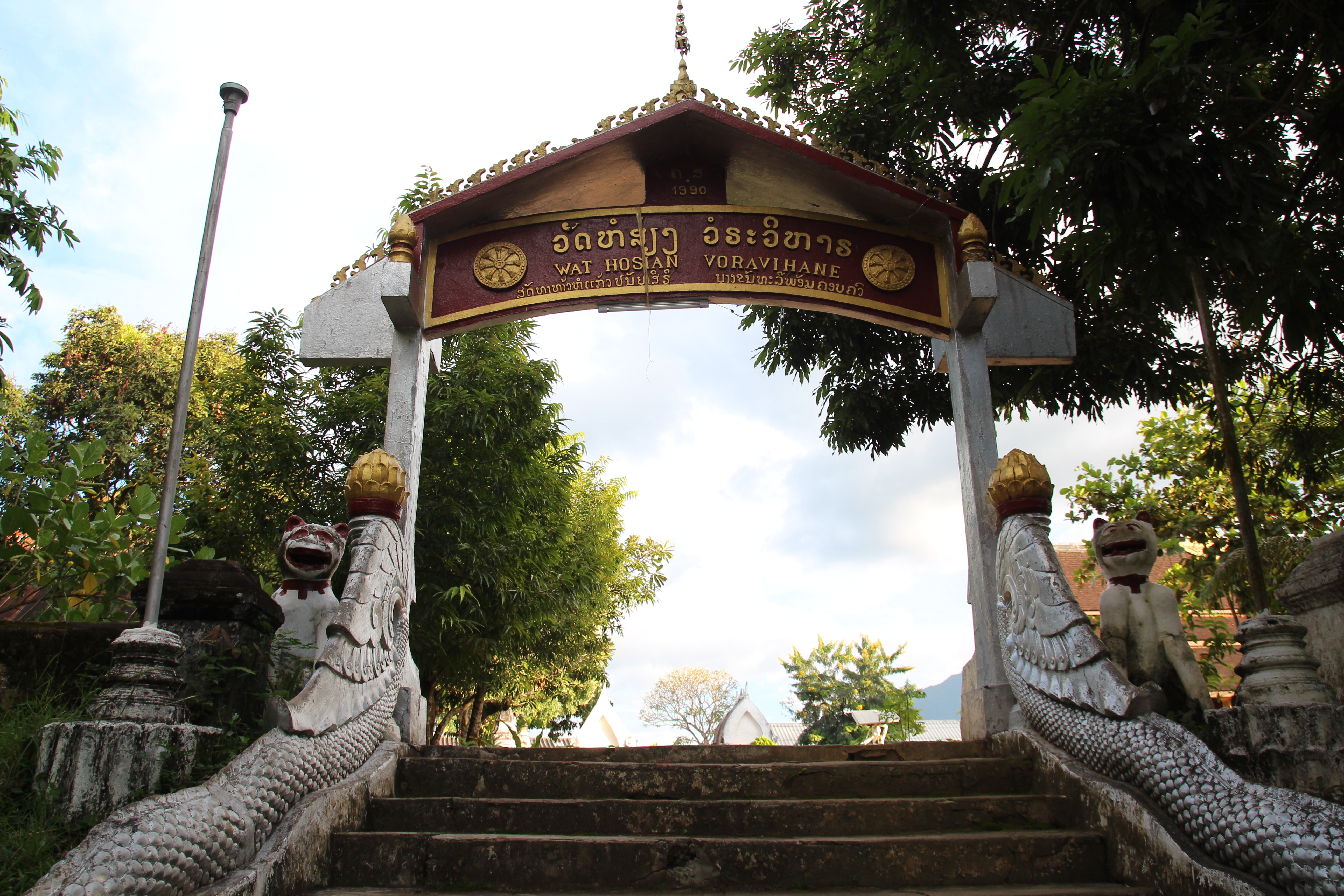
Porte principale.
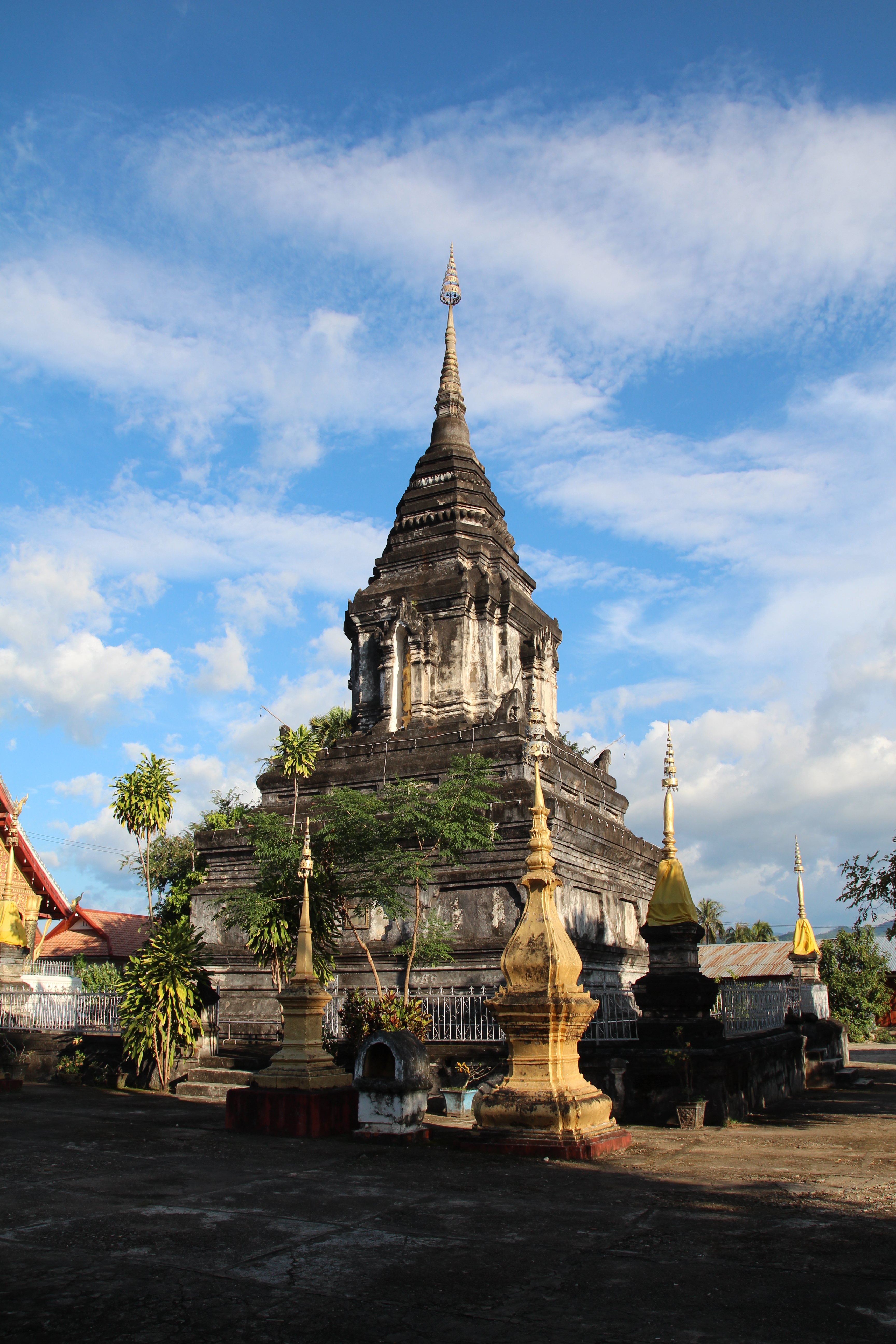
Stupa.